# ادیث ویندزور
ادیث ویندزور (انگلیسی: Edith Windsor; ۲۰ ژوئن ۱۹۲۹ – ۱۲ سپتامبر ۲۰۱۷) برنامه‌نویس و فعال حقوق همجنسگرایان اهل ایالات متحده آمریکا بود.

## زندگی‌نامه
تلاش‌های حقوقی خانم ویندزور به حکم مهمی در ایالات متحده آمریکا منجر شد. با طرح شکایتی از سوی وی، دیوان عالی آمریکا در سال ۲۰۱۳ قانون «دفاع از زناشویی» را باطل کرد و برای اولین بار ازدواج همجنسگرایان را در سطح فدرال به رسمیت شناخت. دولت آمریکا پس از مرگ همسر قبلی ادیث ویندزور و با توجه به اینکه آن ازدواج را به رسمیت نمی‌شناخت - به او دستور داده بود ۳۶۳ هزار دلار مالیات وراثت بپردازد. ادیث و همسرش شائول ویندزور برای ۴۴ سال با هم زندگی کرده بودند و در سال ۲۰۰۷ در کانادا ازدواج کرده بودند. اما او در واکنش به آن دستور به دادگاه شکایت کرد.
«قانون دفاع از ازدواج» در سال ۱۹۹۶ در کنگره تصویب شد و به امضای بیل کلینتون، رئیس‌جمهور وقت رسید. شاکی ادیث ویندزور معتقد بود این قانون در حوزه مالیات بر ارث تبعیض‌آمیز است.
خانم ویندزور استدلال کرد که آن قانون که ازدواج را میان یک مرد و یک زن تعریف می‌کرد، او را از گرفتن تخفیف مالیاتی پس از مرگ همسرش محروم می‌کند و ناقض قانون اساسی است. دیوان عالی آمریکا در حکمی با او موافقت کرد. همان حکم بود که مبنای حقوقی احکام متعدد بعدی در نظام قضایی را تشکیل داد و به افزایش حقوق همجنسگرایان در زمینه ازدواج منجر شد. در سال ۲۰۱۵ دیوان عالی در حکم مهم دیگری به همجنسگرایان حق ازدواج داد.
نام وی در لیست ده نامزد نهایی مجله تایم برای تعیین شخصیت خبرساز سال ۲۰۱۳ قرار داشت.

## درگذشت
به گزارش آسوشیتدپرس او سال‌ها با مشکلات قلبی روبرو بود. خانم ویندزور در نیویورک در سن ۸۸ سالگی درگذشت.
همسر وی جودیت کیسن ویندزور گفت: «جهان یک جنگجوی ریزنقش اما مثل آهن سفت آزادی، عدالت و برابری را از دست داد.»

روسای جمهور سابق آمریکا بیل کلینتون و باراک اوباما هم به او ادای احترام کردند. کلینتون در توییتی نوشت که 
"ادیث برای گرفتن حق خودش بلند شد، و با این کار از میلیون آمریکایی دیگر و حق آنها دفاع کرد."